# マサチューセッツ州の郡一覧

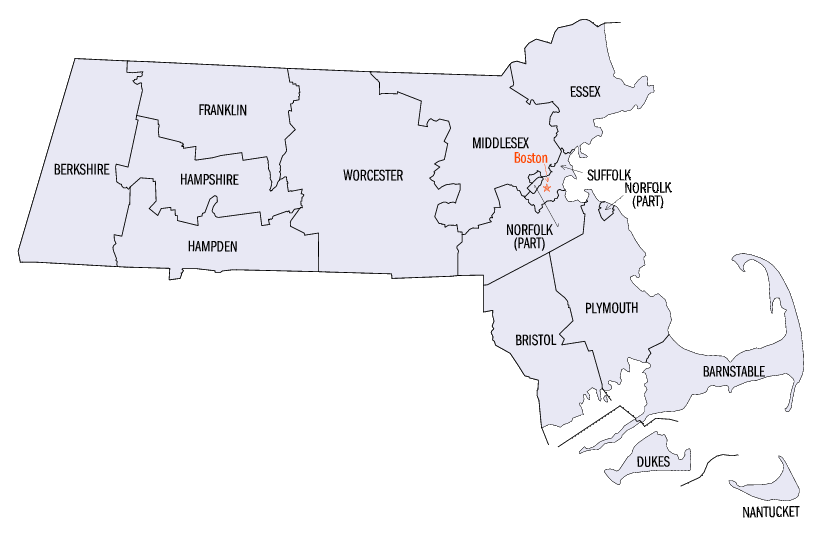
マサチューセッツ州の郡配置図

マサチューセッツ州の郡一覧は、アメリカ合衆国マサチューセッツ州内の郡の一覧である。マサチューセッツ州内には14の郡がある。マサチューセッツ州は14郡のうち8郡の郡政府を廃止し、5郡（バーンスタブル郡、ブリストル郡、デュークス郡、ノーフォーク郡、プリマス郡）は郡レベルの地方政府を残し、1郡（ナンタケット郡）は郡と市を統合した政府としている。郡政府が廃止されたところでも司法区と警察区は以前の郡領域を守っており、政治的には無くても、地理的な主体として一般に認識されている。ハンプシャー郡、バーンスタブル郡、フランクリン郡の3郡は、新たに地域盟約を結び、地域統治の形態として機能している。
地区検事のための司法地域は州法で制定され、幾つかは昔の郡域を守っているが、名称や担当地域が異なる場合が多い。
エセックス郡の刑事事件は東部地区の地区検事が取り扱う。ミドルセックス郡の場合は北部地区の地区検事が取り扱う。ウースター郡の場合は中部地区の地区検事が取り扱う。デュークス、バーンスタブル、ナンタケット各郡の場合はケープ・アンド・アイランド地区の地区検事が取り扱う。フランクリン、ハンプシャー各郡の場合は北西部地区の地区検事が取り扱う。バークシャー郡、ブリストル郡、ハンプデン郡、ノーフォーク郡、プリマス郡、サフォーク郡各郡の場合はその領域と地区名が同じである。

## 歴史
現行郡以外に過去に8郡が存在したが、マサチューセッツ湾植民地の当初領域からニューハンプシャー植民地とメイン州ができたときに、その多くが消滅した。現州内にある最古の郡は、1643年に創設されたエセックス郡、ミドルセックス郡、サフォーク郡であり、またノーフォーク郡も設立されたがニューハンプシャーに吸収された。現在のノーフォーク郡とは関係が無い。これらの郡が創設されたときはマサチューセッツ湾植民地に属しており、1691年まではプリマス植民地とその中の郡とは別の主体だった。1812年に創設されたハンプデン郡が現在も州内にある郡として最新のものである。ただし、メイン州が1820年に分離するまではペノブスコット郡が最新だった。マサチューセッツ州の郡の大半はイギリスの地名から郡名が採られており、植民地時代の文化的伝統を反映している。
郡庁や管理事務所がある町に「シャイアタウン」という言葉が法律用語として付けられている。1つの郡が複数のシャイアタウンを持つことがある。郡庁所在地という言葉はマサチューセッツ州政府との一般的な対話に使われる標準語である。
次の一覧はアルファベット順である。また、人口は2020年国勢調査による。

## マサチューセッツ州の郡の一覧
| マサチューセッツ州の郡の一覧 | マサチューセッツ州の郡の一覧 | マサチューセッツ州の郡の一覧 | マサチューセッツ州の郡の一覧 | マサチューセッツ州の郡の一覧 | マサチューセッツ州の郡の一覧 |
| 郡名                         | 郡庁所在地 （一部は廃止）    | 設立年                       | 人口 （2020年）              | 陸地面積 (km2)               | 地図                         |
| ---------------------------- | ---------------------------- | ---------------------------- | ---------------------------- | ---------------------------- | ---------------------------- |
| バーンスタブル郡 Barnstable  | バーンスタブル               | 1685年                       | 228,996                      | 1,026                        |                              |
| バークシャー郡 Berkshire     | ピッツフィールド             | 1761年                       | 129,026                      | 2,411                        |                              |
| ブリストル郡 Bristol         | トーントン                   | 1685年                       | 579,200                      | 1,440                        |                              |
| デュークス郡 Dukes           | エドガータウン               | 1695年                       | 20,600                       | 269                          |                              |
| エセックス郡 Essex           | セイラム 及びローレンス      | 1643年                       | 809,829                      | 1,290                        |                              |
| フランクリン郡 Franklin      | グリーンフィールド           | 1811年                       | 71,029                       | 1,818                        |                              |
| ハンプデン郡 Hampden         | スプリングフィールド         | 1812年                       | 465,825                      | 1,601                        |                              |
| ハンプシャー郡 Hampshire     | ノーサンプトン               | 1662年                       | 162,308                      | 1,370                        |                              |
| ミドルセックス郡 Middlesex   | ケンブリッジ 及びローウェル  | 1643年                       | 1,632,002                    | 2,134                        |                              |
| ナンタケット郡 Nantucket     | ナンタケット                 | 1695年                       | 14,255                       | 124                          |                              |
| ノーフォーク郡 Norfolk       | デダム                       | 1793年                       | 725,981                      | 1,036                        |                              |
| プリマス郡 Plymouth          | プリマス 及びブロックトン    | 1685年                       | 530,819                      | 1,712                        |                              |
| サフォーク郡 Suffolk         | ボストン                     | 1643年                       | 797,936                      | 150                          |                              |
| ウースター郡 Worcester       | ウースター                   | 1731年                       | 862,111                      | 3,919                        |                              |

## 廃止された郡
| 郡名                        | 設立年 | 廃止年 | 処置                                                                                           |
| --------------------------- | ------ | ------ | ---------------------------------------------------------------------------------------------- |
| カンバーランド郡 Cumberland | 1760年 | 1820年 | メイン州に移管                                                                                 |
| デボンシャー郡 Devonshire   | 1674年 | 1675年 | 廃止                                                                                           |
| ハンコック郡 Hancock        | 1789年 | 1820年 | メイン州に移管                                                                                 |
| ケネベック郡 Kennebec       | 1799年 | 1820年 | メイン州に移管                                                                                 |
| リンカーン郡 Lincoln        | 1760年 | 1820年 | メイン州に移管                                                                                 |
| ノーフォーク郡 Norfolk      | 1643年 | 1679年 | 廃止、領域の大半はニューハンプシャー州に吸収、マサチューセッツ湾植民地に最初に作られた4郡の1つ |
| オックスフォード郡 Oxford   | 1805年 | 1820年 | メイン州に移管                                                                                 |
| ペノブスコット郡 Penobscot  | 1816年 | 1820年 | メイン州に移管                                                                                 |
| サマセット郡 Somerset       | 1809年 | 1820年 | メイン州に移管                                                                                 |
| ワシントン郡 Washington     | 1789年 | 1820年 | メイン州に移管                                                                                 |
| ヨーク郡 York               | 1652年 | 1820年 | メイン州に移管、1664年から1668年までと1680年から1691年まで廃止されたことがあった               |